# Arsk
Arsk (russisch Арск, tatarisch Арча Arça) ist eine Stadt in der Republik Tatarstan (Russland) mit 18.114 Einwohnern (Stand 14. Oktober 2010).

## Geographie
Die Stadt liegt im Wolgagebiet etwa 60 Kilometer (Luftlinie) nordöstlich der Republikhauptstadt Kasan am Fluss Kasanka (tatarisch Qazansu), der in Kasan in die Wolga mündet.
Arsk ist Verwaltungszentrum des gleichnamigen Rajons Arsk.
2002 waren 85 % der Einwohner Tataren, 13 % Russen, der Rest vorwiegend Mordwinen, Mari, Udmurten und Tschuwaschen.

## Geschichte
Arsk wurde spätestens im 13., eventuell bereits im 10. Jahrhundert gegründet und stellte eine bedeutende Festung des Reiches der Wolgabulgaren und später des Khanates Kasan mit Erdwällen und Steinmauern dar. Während der Moskau-Kasan-Kriege wurde die Stadt 1552 von russischen Truppen niedergebrannt.
Nach der Niederlage Kasans und Anschluss an das Zarentum Russland wurde Arsk 1606 wieder Festung. 1781 wurde das Stadtrecht als Verwaltungszentrum eines Ujesds des Gouvernements Kasan verliehen. Der Ujesd wurde jedoch bald aufgelöst und zwischen den benachbarten Ujesden Kasan und Mamadysch aufgeteilt. Arsk versank als „verwaltungsfreie Stadt“ („saschtatny gorod“) in der Bedeutungslosigkeit.
1926 verlor Arsk das Stadtrecht und galt fortan als Dorf. Dank der durchgängigen Eröffnung der durch Arsk führenden Eisenbahnstrecke Moskau–Kasan–Jekaterinburg 1924 wuchsen jedoch wirtschaftliche Bedeutung und Einwohnerzahl in der Folgezeit wieder.
1938 wurde der Status einer Siedlung städtischen Typs verliehen, und am 27. Juni 2008 schließlich erneut das Stadtrecht.

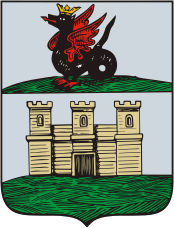
Historisches Stadtwappen (1781)

| Jahr | Einwohner |
| ---- | --------- |
| 1897 | 1.237     |
| 1939 | 5.220     |
| 1959 | 7.519     |
| 1989 | 9.329     |
| 1989 | 11.376    |
| 1989 | 13.938    |
| 2002 | 17.211    |
| 2010 | 18.114    |

Anmerkung: Volkszählungsdaten

## Kultur und Sehenswürdigkeiten
In Arsk gibt es seit 1995 ein Kunst- und Literaturmuseum.

## Wirtschaft und Infrastruktur
Die Stadt liegt inmitten eines Landwirtschaftsgebietes. Es gibt Betriebe der Lebensmittel- und Textilindustrie sowie der Bauwirtschaft.
Arsk liegt an der Eisenbahnstrecke Moskau–Kasan–Jekaterinburg (Streckenkilometer 854). Hier enden die meisten Vorortzüge von Kasan in Richtung Jekaterinburg. Durch die Stadt führt die Regionalstraße Kasan nach Malmysch an der Wjatka im Süden der benachbarten Oblast Kirow.

## Persönlichkeiten
- Ğabdulla Tuqay (russifiziert auch Gabdulla Muchammedgafirowitsch Tukajew oder Tukai, 1886–1913), Dichter, Literaturkritiker und Publizist, gilt als Begründer der modernen tatarischen Literatursprache; geboren im Dorf Koschlautsch (Quşlawıç) des heutigen Rajons Arsk